# Sclerolinon
Sclerolinon là một chi thực vật có hoa trong họ Linaceae.

## Loài
Chi Sclerolinon gồm các loài: